# Manfredi Rizza
Manfredi Rizza (Pavía, 26 de abril de 1991) es un deportista italiano que compite en piragüismo en la modalidad de aguas tranquilas.
Participó en dos Juegos Olímpicos de Verano, en los años 2016 y 2020, obteniendo una medalla de plata en Tokio 2020, en la prueba de K1 200 m. Ganó tres medallas en el Campeonato Europeo de Piragüismo, entre los años 2021 y 2024.

## Palmarés internacional
| Juegos Olímpicos   | Juegos Olímpicos  | Juegos Olímpicos  | Juegos Olímpicos |
| Año                | Lugar             | Medalla           | Competición      |
| ------------------ | ----------------- | ----------------- | ---------------- |
| 2020               | Tokio (Japón)     | Medalla de plata  | K1 200 m         |
| Campeonato Europeo |                   |                   |                  |
| Año                | Lugar             | Medalla           | Competición      |
| 2021               | Poznań (Polonia)  | Medalla de oro    | K2 200 m         |
| 2022               | Múnich (Alemania) | Medalla de oro    | K2 200 m         |
| 2024               | Szeged (Hungría)  | Medalla de bronce | K4 500 m         |